# Accademia di San Luca

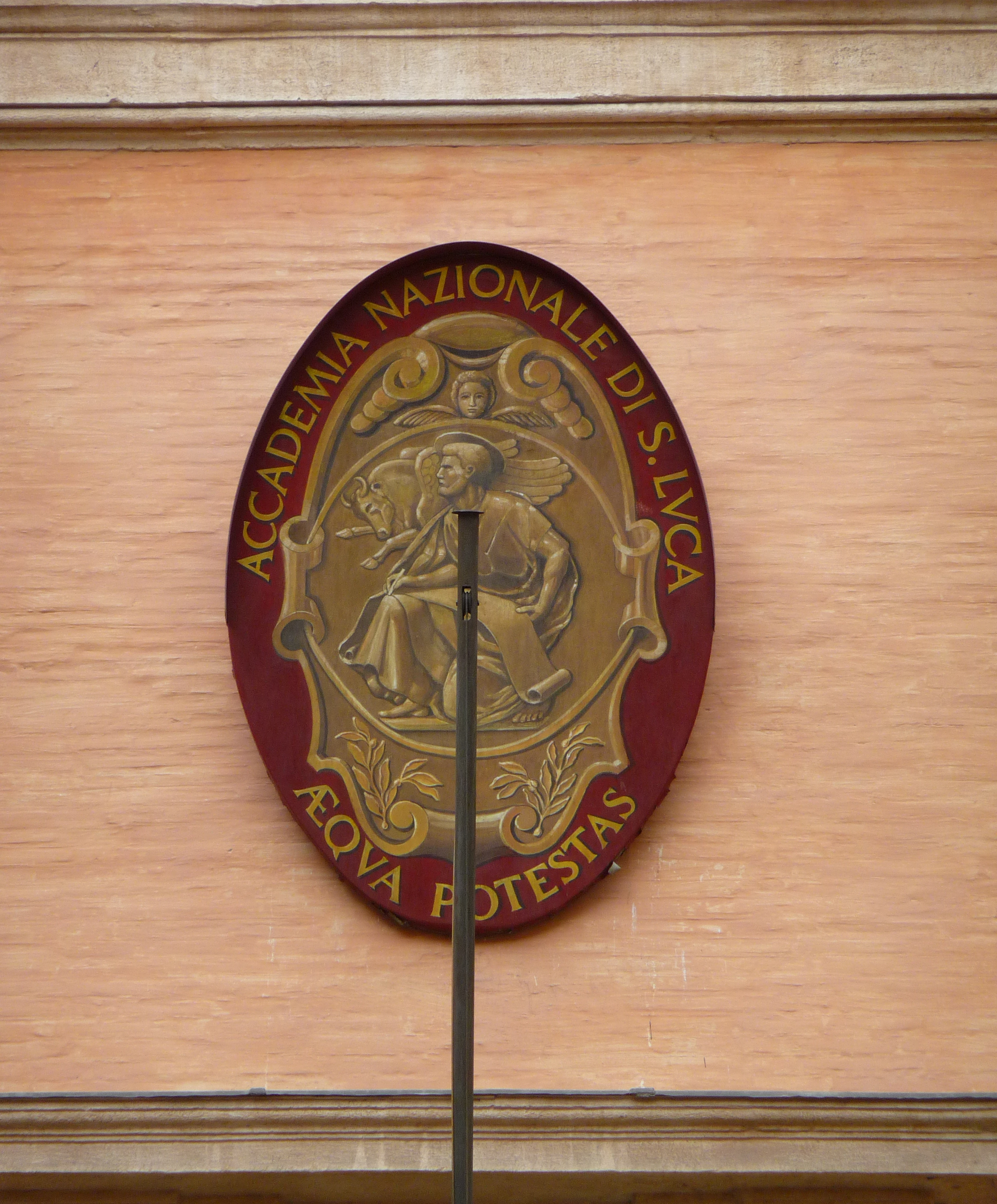
A római Accademia di San Luca címere

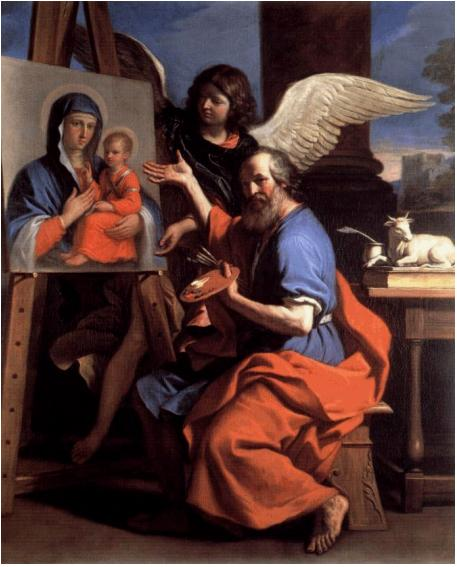
Szent Lukács evangélista Szűz Mária képével, Guercino festménye

Az Accademia di San Luca Róma egyik nagy múltú képzőművészeti egyesülete, amely a festő,  szobrász stb. kézművesek művésszé emelését tűzte ki célul.

## Története
Az első olaszországi művészképzés az Accademia del Disegnón indult, amelyet 1563-ban I. Cosimo de’ Medici nagyherceg alapított Firenzében Giorgio Vasari festő-művészettörténész kezdeményezésére. Ellentétben a céhekkel, az Accademia del Disegnót független művészek alkották. Miután Vasari akadémiája feloszlott, Zuccari átvette annak ötleteit, és hasonló pedagógiai programot hozott létre az Accademia di San Lucában. Naprakész elméleti alapjait később, 1607-ben „Idea de' Pittori scultori ed architetti” című írásában jelentette meg.
Az Akadémiát 1577-ben XIII. Gergely pápa alapította. Eleinte művészek szövetségeként működött, majd 1593-ban Federico Zuccari sikeres festőművész oktatási intézménnyé alakította Federico Borromeo bíboros támogatásával. Zuccari első elnökként megvalósította a képzőművészeti oktatás reformját. Az Akadémia névadója Lukács evangélista lett, aki a legenda szerint elsőként festette meg Szűz Mária portréját, s ennek alapján a festők védőszentjévé vált.
Az oktatás és a nyilvános kiállítások hangsúlyozásával az Accademia di San Luca a modern akadémiák modelljévé vált. A legutóbbi, az intézmények által elfogadott szabályok között az Akadémia tagjai kollégiumainak szponzorálása volt, beleértve az irányelvek későbbi közzétételét is. Ezeknek a diskurzusoknak a terjesztése olyan eszköz lett, amely az intézményeket és bizonyos esztétikai elméleteket egységesítette. 1635-ben az Accademia di San Luca végül VIII. Orbán pápa hathatós támogatásával jött létre. Tagjai közé tartozott a legtöbb olasz és külföldi művész.
Másodlagos célként az Akadémia folytatta befolyásának és tagjai presztízsének bővítését, valamint a külső befolyástól való mentességet. Figyelemre méltó ebben az összefüggésben az Andrea Sacchi és Pietro da Cortona akadémikusok közötti vita. Utóbbi iskolája nem szerette az előbbiét. Inkább azon a véleményen volt, hogy a klasszikus művészet egyszerűségének és tisztaságának megőrzése érdekében a történelmi festészetnek alapos kidolgozottsággal kell rendelkeznie. Cortona iskolája viszont „csak a gyors festést preferálta”, ahogy Jacob Burckhardt 1855-ben írta a Ciceronéjában (Útmutató). Cortona hevesen elutasította ezt az elvet, hangsúlyozva, hogy meggyőződése szerint a nagy bonyolultságú festmények és a részletek sokasága jobb volt.
Az Accademia di San Luca 1872-ben „Királyi Akadémia” lett, és 1948 óta az Accademia Nazionale di San Luca nevet viseli. Jelenlegi székhelye a Piazza Accademia di San Lucán, a Palazzo Carpegna 16. századi épületében van. A Galleria dell'Accademia di San Lucában egyedülálló festmények és szobrok találhatók, köztük mintegy 500 portré, valamint kiváló rajzok gyűjteménye.

## Az Akadémia elnökei, válogatás
Federico Zuccari utódai:
- Domenichino
- Agostino Ciampelli[3]
- Alessandro Algardi
- Giovanni Francesco Grimaldi
- Gianlorenzo Bernini
- Giovanni Francesco Romanelli
- Domenico Guidi
- Alessandro Turchi
- Pietro da Cortona
- Simon Vouet
- Charles Le Brun
- Anton Raphael Mengs
- Anton von Maron
- Antonio Canova
- Giuseppe de Fabris
- Vincenzo Camuccini

## Fordítás
Ez a szócikk részben vagy egészben  az   Accademia di San Luca című német Wikipédia-szócikk ezen változatának fordításán alapul.  Az eredeti cikk szerkesztőit annak laptörténete sorolja fel. Ez a jelzés csupán a megfogalmazás eredetét és a szerzői jogokat jelzi, nem szolgál a cikkben szereplő információk forrásmegjelöléseként.